# Perad
Perad (Galloanserae) je nadred domaćih ptica koje ljudi drže u cilju skupljanja jaja, ili ubijanja zbog mesa i/ili pera. Najtipičniji primjeri peradi su članovi nadreda Galloanserae, posebno roda Galliformes (koji uključuje kokoši, prepelica|prepelice i purane) i porodice Anatidae (u redu Anseriformes), još zvani i "vodena perad" (npr. patke i guske).  Perad uključuje i druge ptice koje se ubija zbog mesa, kao na primjer golubove i ostale divlje ptice, kao npr. pripadnike pod-porodice Phasianinae (npr. fazani). Izraz se koristi i za meso takvih ptica.

## Primjeri
| Ptica                 | Nepripitomljeni predak       | Pripitomljavanje           | Ubija se ili koristi za        |
| --------------------- | ---------------------------- | -------------------------- | ------------------------------ |
| Kokoš                 | Divlja kokoš                 | Jugoistočna Azija          | meso, perje, jaja, ukras       |
| Patka                 | Divlja patka/Mošusna patka   | razna mjesta               | meso, perje, jaja              |
| Emu                   | Emu                          | razna mjesta, 20. stoljeće | meso, pamuk, ulje              |
| Guska                 | Anser anser/ Anser cygnoides | razna mjesta               | meso, perje, jaja              |
| Paun                  | Paun                         | razna mjesta               | meso, perje, ukras, krajolik   |
| Labud                 | Grbavi labud                 | razna mjesta               | perje, jaja, krajolik          |
| Noj                   | Noj                          | razna, 20. stoljeće        | meso, perje, koža              |
| Puran                 | Divlji puran                 | Meksiko                    | meso, perje                    |
| Pripitomljena biserka | Biserka                      | Afrika                     | meso, micanje napasti, "alarm" |
| Obični fazan          | Obični fazan                 | Euroazija                  | meso                           |
| Zlatni fazan          | Zlatni fazan                 | Euroazija                  | meso, uglavnom ukrasna         |
| Nandu                 | Nandu                        | razna mjesta, 20. stoljeće | meso, koža, ulje, jaja         |

## Dijelovi peradi
Najmesnatiji dio ptice su mišići za let na prsima, zvani "prsno" meso (prsa), a mišići za hodanje na prvom i drugom dijelu noge, zovu se "but" i "batak".
Bijelo meso ima manje mijoglobina, koji prenosi kisik, od "crnog" (tamnog) mesa, pa je zato svjetlije. Crno meso je u mišićima koji se više naprežu, pa zato u sebi imaju više masnoće. Zato se kaže da je crno meso nezdravije i ukusnije od bijelog. Ptice koje rijetko lete (puran) ili sporadično (kokoš) imaju prsa od bijelog mesa, a ptice koje često dugo lete (patke, guske i golubice) imaju prsa od tamnog mesa. Prepeličja prsa su srednje boje.

## Vanjske poveznice
- Poveznice na engleskom:
  - Informacije o bolestima peradi  Arhivirana inačica izvorne stranice od 23. studenoga 2007. (Wayback Machine)
  - PoultryCast podcast  Arhivirana inačica izvorne stranice od 9. listopada 2017. (Wayback Machine)
  - PoultryHub.org je stranica na principu wiki na kojoj ljudi dijele informacije o peradi
  - Vodič o peradi  Arhivirana inačica izvorne stranice od 22. listopada 2010. (Wayback Machine) - od A do Ž i često postavljana pitanja
  - World Poultry.net – sve što trebate znati o peradi
  - ChickenCrossing.Org – Informacije, diskusije, poveznice o kokošima i ostalom peradi
  - Poultry.ie – Irska zajednica Peradara i izvor informacija